# Fongoro
Le fongoro, ou formona, est une langue soudanique centrale du groupe de langues sara-bongo-baguirmiennes parlée au Tchad et anciennement au Soudan.